# Mycetobia gemella
Mycetobia gemella är en tvåvingeart som beskrevs av Boris Mamaev 1968. Enligt Catalogue of Life ingår Mycetobia gemella i släktet Mycetobia och familjen fönstermyggor, men enligt Dyntaxa är tillhörigheten istället släktet Mycetobia och familjen savmyggor. Arten har ej påträffats i Sverige. Inga underarter finns listade i Catalogue of Life.